# 沃什勒貝尼鄉
46°39′N 25°38′E / 46.650°N 25.633°E
沃什勒貝尼鄉（羅馬尼亞語：Comuna Voșlăbeni, Harghita），是羅馬尼亞的鄉份，位於該國中部，由哈爾吉塔縣負責管轄，面積60平方公里，海拔高度826米，2007年人口1,978，人口密度每平方公里33人。